# U Геркулеса
U Геркулеса (лат. U Herculis), HD 148206 — одиночная переменная звезда в созвездии Геркулеса на расстоянии приблизительно 1 865 световых лет (около 572 парсек) от Солнца. Видимая звёздная величина звезды — от +13,4m до +6,4m.
Открыта немецким астрономом-любителем Карлом Людвигом Хенке в 1860 году*.
Зарегистрировано излучение водяного мазера***.

## Характеристики
U Геркулеса — красный гигант, пульсирующая переменная звезда, мирида (M) спектрального класса M6,5e-M9,5e, или M6,5e-M8e, или M7, или Md. Масса — около 2,819 солнечных, радиус — около 1501,234 солнечных, светимость — около 8000 солнечных. Эффективная температура — около 3100 K.

## Планетная система
В 2019 году учёными, анализирующими данные проектов HIPPARCOS и Gaia, у звезды обнаружена планета.